# بازی (فیلم ۱۹۹۳)
بازی (به انگلیسی: Arcade)، یک فیلم سینمایی ترسناک علمی تخیلی درجه ب محصول سال ۱۹۹۳ میلادی به کارگردانی آلبرت پیون است که توسط دیوید گویر نوشته شده‌است.

## بازیگران
| بازیگران       | نقش                |
| -------------- | ------------------ |
| مگان وارد      | الکس منینگ         |
| پیتر بیلینگزلی | نیک                |
| جان دی لانسی   | اختلاف             |
| شارون فارل     | مامان الکس         |
| ست گرین        | استیل              |
| ای جینگ لانگر  | لوری               |
| برایان داتیلو  | گرگ                |
| براندون ران    | بنز                |
| شان باگلی      | دستیار آزمایشگاه   |
| بی جی باری     | DeLoache           |
| هومبرتو اورتیز | پسر                |
| نوربرت وایسر   | آلبرت              |
| دون استارک     | فینستر             |
| دوروتی دلس     | خانم ویور          |
| تاد استارک     | برت منینگ          |
| اسکندریه بایرن | بچه در سالن Arcade |